# Choczewo (przystanek kolejowy)
Choczewo – nieczynny przystanek kolejowy a dawniej stacja kolejowa w Choczewie na linii kolejowej nr 230 Wejherowo – Garczegorze, w województwie pomorskim. Przystanek został zamknięty 30 maja 1992 roku.